# Herbert Lee
Herbert Henry Lee (* 27. März 1887 in Finsbury Park; † 13. Juni 1980 in Shoreham-by-Sea) war ein britischer Radrennfahrer und nationaler Meister im Radsport.

## Sportliche Laufbahn
Lee war Bahnradsportler und Teilnehmer der Olympischen Sommerspiele 1920 in Antwerpen. Im Sprint und im Tandemrennen schied er in den Vorläufen aus. Sein Partner auf dem Tandem war William Ormston.
1924 in Paris startete er in der Mannschaftsverfolgung. Das britische Team mit Frederick Habberfield, Tommy Harvey, William Ormston und Jock Stewart belegte den 7. Platz.
1909 hatte er einen ersten Erfolg mit dem Gewinn des City of Ely Cups im Bahnradsport. 1920 gewann Lee mit Ormston die nationale Meisterschaft im Tandemrennen. 1921 wurden beide Vize-Meister. 1923 wurde er Titelträger über 5 Meilen.